# Espacio Plural
Espacio Plural es el nombre de una plataforma política española, liderada por Iniciativa per Catalunya Verds (ICV), y que también integran Chunta Aragonesista (CHA), Nueva Canarias, IniciativaVerds (IV), Iniciativa del Poble Valencià (IdPV), Espazo Ecosocialista Galego y Primavera Andaluza, organización sociopolítica vinculada a Paralelo 36.
El 14 de mayo de 2010 Joan Herrera, líder de ICV, envió 19 cartas a otras tantas organizaciones (IU, ERC, BNG, Nafarroa Bai, Aralar, PSM-EN, CHA, IdPV, Paralelo 36, NC, CCOO, UGT, USO, ATTAC, Greenpeace, Ecologistas en Acción, el Comité Español de Representantes de Personas con Discapacidad, la Plataforma per una fiscalitat justa, ambiental i solidària y la Confederación de Asociaciones de Vecinos de Catalunya) invitándoles a articular y liderar un frente común de izquierdas para dar respuestas a la crisis.
Impulsada desde ICV y por su senador y vicepresidente Jordi Guillot, se presentó oficialmente el 19 de junio de 2010 como un foro de debate ideológico de carácter de izquierdas, federalista, ecologista, republicana y laica. 
Así, el 25 de septiembre de 2010 en Zaragoza se realizó la presentación definitiva del Foro, con representantes de todos los partidos miembros y representantes de movimientos ecologistas, del Partido Andalucista, Partido Socialista de Andalucía y Partido Socialista de Mallorca, junto a militantes y exdirigentes de IU y líderes de CCOO. En dicho acto además se insinuó la voluntad de acercarse a Equo, la formación ecologista promovida por Juan López de Uralde, expresidente de Greenpeace España, y entre cuyos partidos promotores estaban IV e IdPV (además de haber firmado un acuerdo de cooperación con ICV).
La creación por parte de ICV de esta plataforma generó cierto malestar en parte de Izquierda Unida (IU), partido con el cual mantiene pactos de colaboración estables, que incluyen la presentación en coalición en Cataluña (con el referente catalán de IU, Esquerra Unida i Alternativa) y de compartir grupos parlamentarios, tanto en el Congreso de los Diputados como en el Parlamento de Cataluña. Además, dos de las formaciones integrantes en la plataforma, IdPV e IV, son sendas escisiones de IU, en tanto que Paralelo 36 tiene entre sus componentes a antiguos miembros de IU, como Concha Caballero, ex portavoz en el Parlamento de Andalucía.
La plataforma, sin embargo, ha carecido de repercusión electoral, puesto que sus integrantes concurrieron a las elecciones generales de 2011 siguiendo enfoques muy diferentes: para el Congreso, Iniciativa per Catalunya Verds revalidó su coalición con EUiA en Cataluña y con Izquierda Unida a nivel estatal (obteniendo dos diputados de ICV y uno de EUiA, por Barcelona), en tanto que en el Senado mantuvo la coalición con el Partit dels Socialistes de Catalunya (PSC) y EUiA en Entesa pel Progrés de Catalunya. Chunta Aragonesista se coaligó con IU en Aragón (obteniendo un escaño, Zaragoza). Nueva Canarias concurrió en coalición con Coalición Canaria (obteniendo un escaño, por Las Palmas. IniciativaVerds mantuvo su coalición con el Partit Socialista de Mallorca, dando entrada a Equo en la coalición. Un enfoque similar fue el de Iniciativa del Poble Valencià, que mantuvo su apuesta por la Coalició Compromís con el Bloc Nacionalista Valencià y Els Verds - Esquerra Ecologista del País Valencià, con la entrada de Equo (aunque la coalición, con la marca Compromís-Q obtuvo un escaño, correspondió al BLOC).
En el encuentro de Espacio Plural celebrado en Sevilla el 23 de febrero de 2013, Primavera Andaluza y Espazo Ecosocialista Galego fueron admitidos como miembros. Equo, Izquierda Abierta, Alternativa Sí Se Puede por Tenerife, ATTAC, FACUA, CCOO y UGT asistieron como invitados.